# Вулиця Лермонтова (Київ)
Ву́лиця Лермонтова — вулиця в Деснянському районі міста Києва, селище Троєщина. Пролягає від Деснянської вулиці до вулиці Шевченка.
Прилучаються вулиці Івана Кожедуба, Михайла Осадчого і Радосинська.

## Історія
Виникла у 1-й половині ХХ століття. Названа 1965 року на честь російського поета Михайла Лермонтова (1814—1841).